# Стенбок-Фермор, Владимир Васильевич
Граф Владимир Васильевич Стенбок-Фермор (8 октября 1866, Троицко-Сафоново, Херсонская губерния — 1950, Югославия) — русский агроном и политик, член Государственной думы от Херсонской губернии, действительный статский советник.

## Биография
Крупный землевладелец Херсонского уезда Херсонской губернии. Потомок древних дворянских родов Стенбок и Фермор по отцовской линии, Сафоновых по материнской.
Окончил реальное училище в Одессе и Петровскую сельскохозяйственную академию в Москве агрономом 1-го разряда. Занимался сельским хозяйством в родовом имении Троицкое-Сафоново (2225 десятин земли), считавшимся одним из образцовых в губернии. Вкладывал личные средства в развитие Троицкого-Сафонова: основал двухклассную школу, почтово-телеграфное отделение, ветеринарный и врачебные пункты, кредитное товарищество, базары и пр.
Участвовал в работе земских учреждений: избирался почетным мировым судьей (1895), уездным земским (1895) и губернским (1898) гласным, председателем Херсонской губернской земской управы (1902), херсонским уездным предводителем дворянства. Состоял во многих благотворительных и просветительских обществах и учреждениях. В 1906 году, по поручению главного управления Красного Креста, посетил Орловскую и Тульскую губернии, где ознакомился с работой учреждений Красного Креста, боровшихся с последствиями неурожая.
Избирался членом Государственной думы II и III созывов от Херсонской губернии. Во II Думе входил во фракцию правых, в III — в русскую национальную фракцию. 8 января 1914 года произведён в действительные статские советники.
Умер в 1950 году в эмиграции.

## Семья
От брака с Евпраксией Сергеевной Сомовой (род. 06.06.1872) родились дети:
- Василий (27.05.1895—26.10.1896);
- Андрей (21.10.1897—13.07.1920), ротмистр.

## Награды
- Орден Святого Владимира 4-й степени (1905)
- Медаль «В память царствования императора Александра III»
- Медаль «В память 300-летия царствования дома Романовых»